# Maximilien Joseph Schauenburg
Pour les articles homonymes, voir Schaumbourg.
Maximilien Joseph Schauenburg, né le 1er mai 1784 près de l'Église Saint-Étienne de Strasbourg, et mort à Paris le 19 septembre 1838, est un officier général français ayant participé à la conquête de l'Algérie par la France.

## Famille
Né le 30 avril 1784 à Strasbourg, il est le fils d'Alexis Balthazar Henri Schauenburg et Sophie Louise Albertini d'Ichtersheim. Il épouse avant 1825 Octavie Françoise Caroline de Berckheim puis en 1829 Ursule Hortense Delorme (1799-1871) dont il eut un fils unique.

## Carrière militaire

### Du Directoire (1797) à l'Empire (1815)
Il commença sa carrière militaire le 30 Vendémiaire an VI (21 octobre 1797) comme sous-lieutenant, aide de camp du général de division Schauenburg, son père, et passa sous-lieutenant au 2e Régiment de carabinier le 16 Messidor an VIII (4 août 1800) et devint lieutenant au même régiment le 11 Thermidor an X (30 juillet 1802) toujours comme aide de son père.

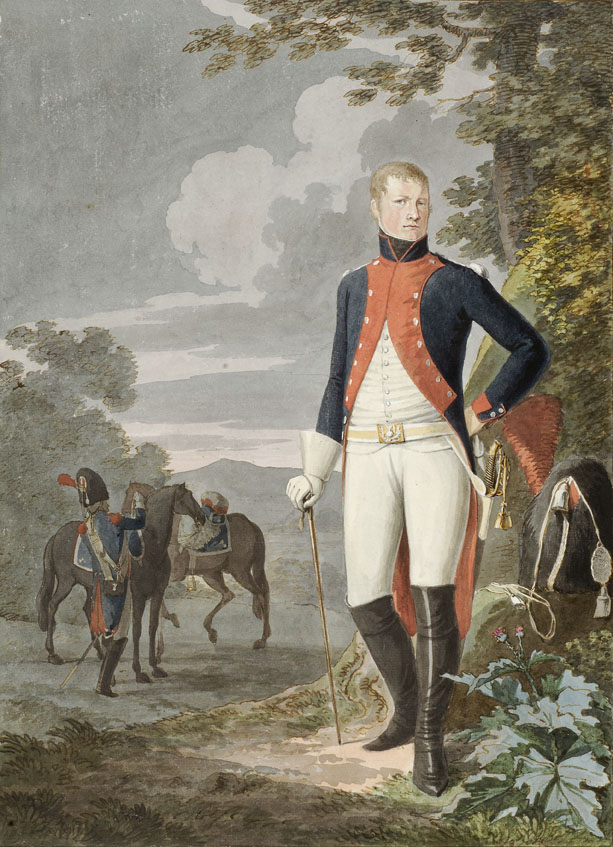
Portrait de Maximilien Schauenbourg en uniforme de carabinier

Il fit les campagnes des années VI et VII à l'armée d'Helvétie, les campagnes des années VIII et IX à l'armée du Rhin, celles des années XIV, 1806 et 1807 au 1er corps de la Grande Armée, celles de 1808 et 1809 à l'armée d'Espagne, celle de 1814 à Strasbourg.
Il fut blessé à la Bataille d'Austerlitz (2 avril 1805) où il eut un cheval tué sous lui et fut un des premiers à s'élancer et blessa plusieurs adversaires durant l'action. Le 8 Vendémiaire an XIV (30 septembre 1805), il passa au 5e régiment de chasseurs à cheval et devint capitaine au même régiment le 3 mars 1807.
Il fut également blessé à la bataille de Medellín en Espagne (28 mars 1809) où il fut un des premiers à rentrer dans les carrés d'infanterie espagnole et eut un cheval tué sous lui à Bataille de Burgos (10 novembre 1808).
Admis à la retraite pour blessure le 29 novembre 1810, il rentra en activité le 20 décembre 1813 comme capitaine-adjoint à l'état-major du gouverneur de Strasbourg et fut nommé chef d'escadron le 11 février 1814.
Nommé le  1er mai 1815 chef d'escadron au 2e Régiment de garde national à cheval, il fut licencié le 15 septembre 1815.

### 1832-1838:conquête de l'Algériesous lamonarchie de Juillet
Il fut affecté en Algérie le 14 mars 1832 au commandement du 1er régiment de chasseurs d'Afrique formé en 1831 jusqu'en 1838 où il fut secondé par le lieutenant-colonel de Bourgon, les chefs d'escadron Drouet d'Erlon et Dubern et le major Marin-Bourgeoy.
Sous les ordres du colonel Schauenburg, le régiment prit part en avril à l'expédition punitive d'El Ouffia et le 1er octobre 1832 au combat de Boufarik.
En mai 1833, les 2e et 3e escadrons du régiment font partie d'une expédition contre les Bouyagaeb et les Guerouaou ; en mai de l'année suivante, 100 chasseurs du 1er régiment font partie d'une expédition dirigée contre les Hadjoutes. Le régiment prend part à une autre expédition contre les Hadjoutes, du 5 au 9 janvier 1835. Le 29 mars 1835 deux escadrons de chasseurs, faisant partie d'une colonne qui avait quitté Boufarik se dirigeant vers la Chiffa, traversent la rivière et exécutent une charge sur les rassemblements ennemis qui s'enfuient. Le régiment fait partie d'une nouvelle expédition dirigée contre les Hadjoutes, le 9 août 1835 et prend  part à une expédition dans la Mitidja, du 17 au 22 octobre 1835. Le 18 octobre 1835, il repousse sur toute la ligne 3 000 fantassins ennemis. Le régiment se trouve à l'affaire du 30 novembre 1835, à Ouled-Mendil,,,.
Le régiment est au nombre des troupes qui opèrent une reconnaissance le long de la Chiffa et dans la direction de Coleah, du 1er au 3 mars 1836. En mars et avril 1836, le régiment prend part à une expédition qui va jusqu'à Médéa. Le régiment se trouve au passage du Teniah de Mouzaïa, le 2 avril 1836, et arrive le 4 avril 1836 à Médéa,, ; il est ensuite rappelé par le général Clauzel le 7, Paris lui interdisant d'occuper tout nouveau centre dans l'intérieur du pays. Il fait ensuite partie d'une reconnaissance vers Larbaâ du 23 au 26 février 1837 et se trouve à un combat livré le 24 février.
Dans la nuit du 17 au 18 mai 1837, une colonne commandée par le colonel Schauenburg franchissait le défilé des Béni Aïcha. C'était la première fois qu'une troupe française passait par cette porte de la Kabylie. Le colonel allait faire jonction vers l'embouchure de l'Isser avec le corps placé sous les ordres du  général Alexandre Charles Perrégaux. Mais celui-ci, qui devait arriver par la mer fut retenu dans la rade par le mauvais temps. Malgré cette contrariété, l'expédition ne revint pas sur l'Oued Boudouaou sans avoir donné une leçon aux Kabyles de ces contrées qui avaient attaqué la ferme de Réghaïa le 9 mai 1837 et enlevé des bestiaux au propriétaire, et motivé cette incursion,.
Le 25 mai 1837, le général Perrégaux, envoyé au secours du poste de Boudouaou, détache le colonel Schauenburg avec le 1er régiment de chasseurs, 2 bataillons d'infanterie et 20 sapeurs. Le 28 mai, la colonne longeant l'Isser, aperçoit au gué de Ben Batah un nombre assez considérable de Kabyles ; le gué est franchi par la cavalerie et les zouaves, les hauteurs sont attaquées, et les Arabes, débusqués de crête en crête, sont précipités dans l'Isser. Dès ce moment, l'ennemi disparaît avec une grande rapidité,. Deux escadrons du régiment prennent part à l'expédition de Constantine, en octobre 1837.
Mis à la retraite à cause d'une maladie ou d'une blessure en juin 1838, Schauenburg mourut à Paris (1er arrondissement) le 19 septembre 1838.

## Publications
- Traduction de l'allemand en 1821 de l'ouvrage  Tactique de la cavalerie du comte Friedrich Wilhelm von Bismarck[15].
- De l'Escadron Compagnie le 12 février 1835 et publié dans la revue Le Spectateur militaire (de)[16]
- De l'habillement et du harnachement de la cavalerie légère le 23 octobre 1837 et publié dans la revue Le Spectateur militaire (de)[17].
- De l'emploi de la cavalerie à la guerre, Gaultier-Laguionie, 1838, 128 p. (lire en ligne).

## Décorations
- Chevalier de l'Ordre royal et militaire de Saint-Louis
- Officier de Ordre national de la Légion d'honneur (1814)[18].

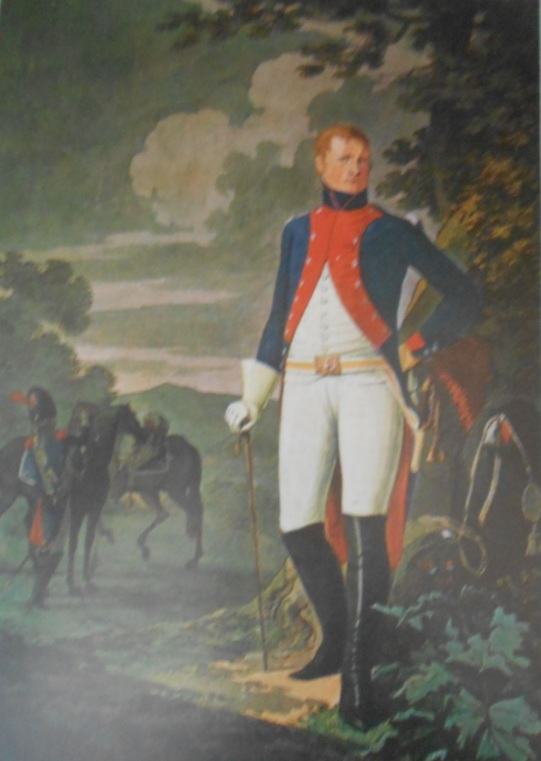
Maximilien Joseph Schauenburg
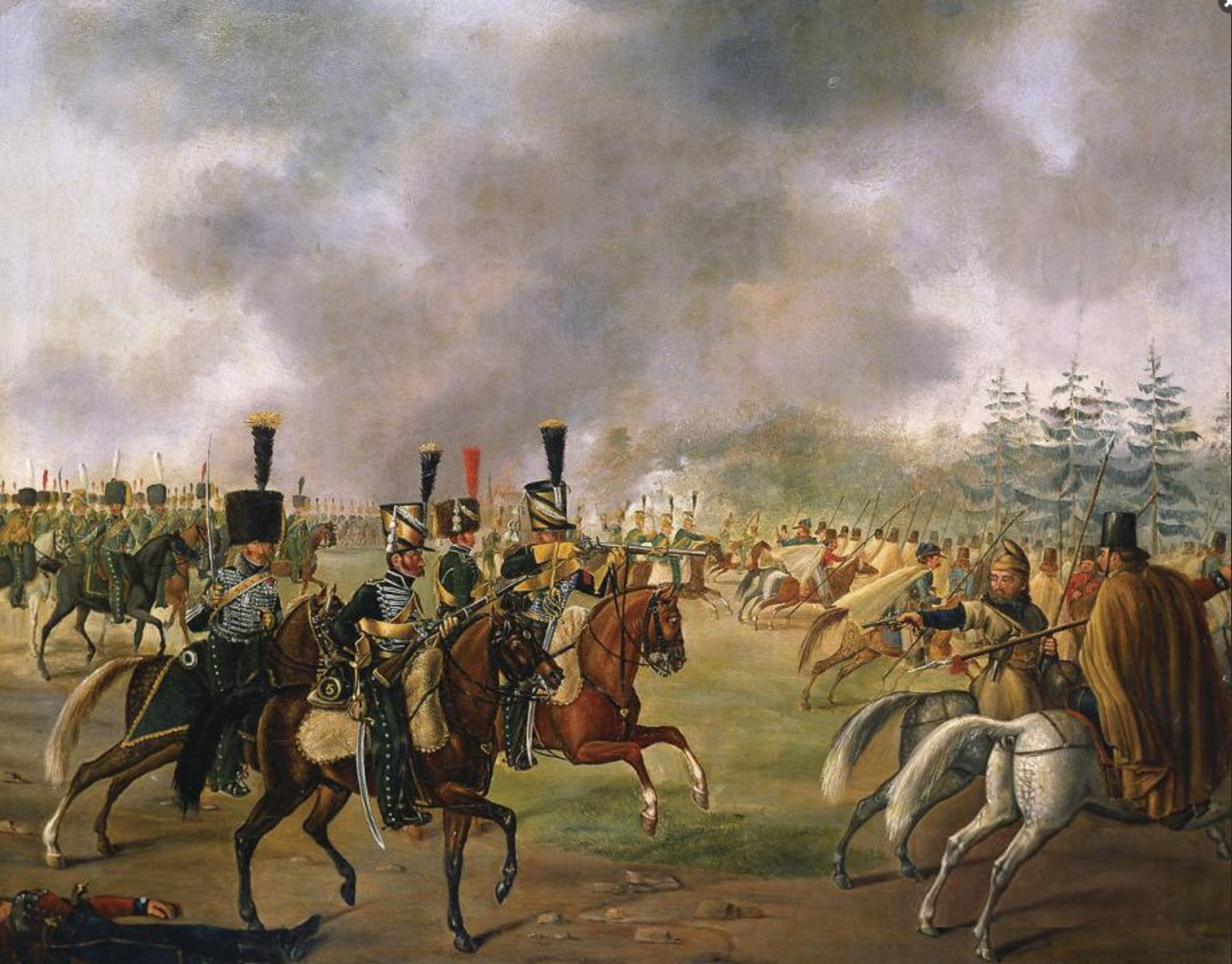
Lieutenant Maximilien Joseph Schauenburg en 1806.
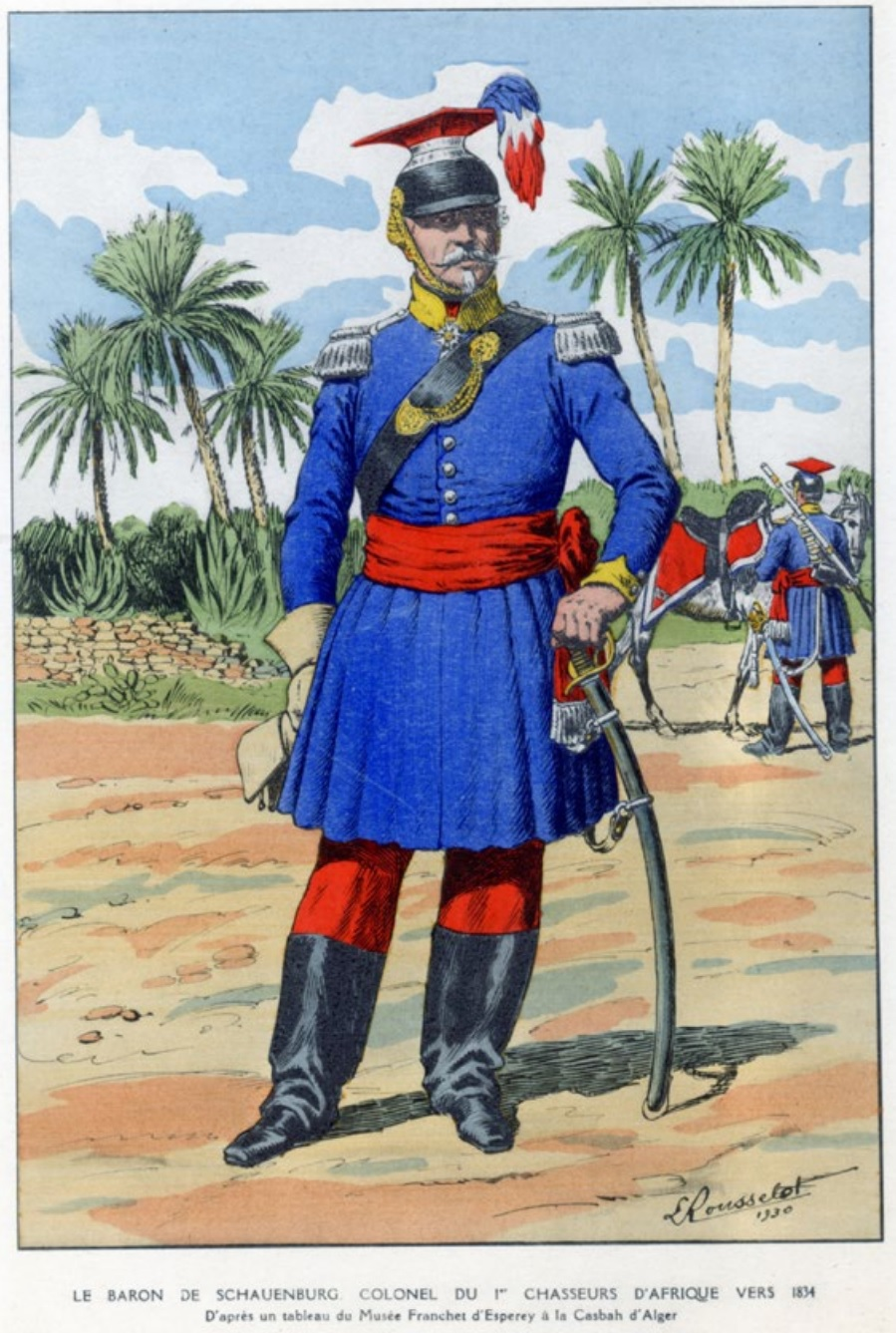
Colonel Maximilien Joseph Schauenburg
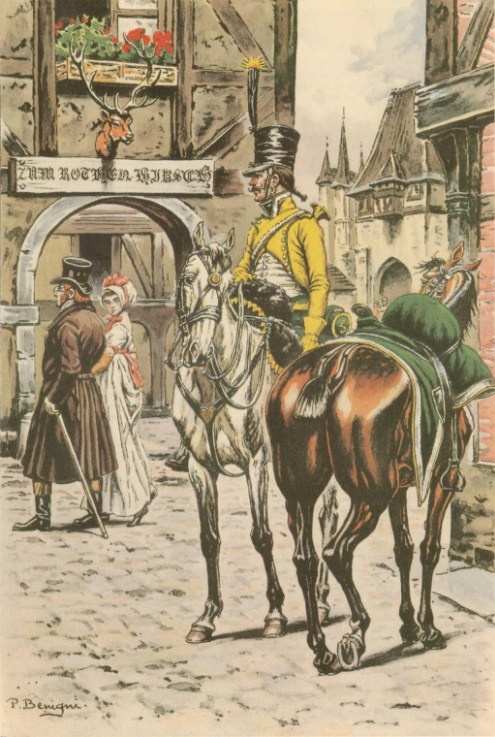
Colonel Maximilien Joseph Schauenburg